# Tesla Autopilot
 (février 2023).
La mise en forme du texte ne suit pas les recommandations de Wikipédia : il faut le « wikifier ».
Les points d'amélioration suivants sont les cas les plus fréquents. Le détail des points à revoir est peut-être précisé sur la page de discussion.
- Les titres sont pré-formatés par le logiciel. Ils ne sont ni en capitales, ni en gras.
- Le texte ne doit pas être écrit en capitales (les noms de famille non plus), ni en gras, ni en italique, ni en « petit »…
- Le gras n'est utilisé que pour surligner le titre de l'article dans l'introduction, une seule fois.
- L'italique est rarement utilisé : mots en langue étrangère, titres d'œuvres, noms de bateaux, etc.
- Les citations ne sont pas en italique mais en corps de texte normal. Elles sont entourées par des guillemets français : « et ».
- Les listes à puces sont à éviter, des paragraphes rédigés étant largement préférés. Les tableaux sont à réserver à la présentation de données structurées (résultats, etc.).
- Les appels de note de bas de page (petits chiffres en exposant, introduits par l'outil «  Source ») sont à placer entre la fin de phrase et le point final[comme ça].
- Les liens internes (vers d'autres articles de Wikipédia) sont à choisir avec parcimonie. Créez des liens vers des articles approfondissant le sujet. Les termes génériques sans rapport avec le sujet sont à éviter, ainsi que les répétitions de liens vers un même terme.
- Les liens externes sont à placer uniquement dans une section « Liens externes », à la fin de l'article. Ces liens sont à choisir avec parcimonie suivant les règles définies. Si un lien sert de source à l'article, son insertion dans le texte est à faire par les notes de bas de page.
- La présentation des références doit suivre les conventions bibliographiques. Il est recommandé d'utiliser les modèles {{Ouvrage}}, {{Chapitre}}, {{Article}}, {{Lien web}} et/ou {{Bibliographie}}. Le mode d'édition visuel peut mettre en forme automatiquement les références.
- Insérer une infobox (cadre d'informations à droite) n'est pas obligatoire pour parachever la mise en page.

Pour une aide détaillée, merci de consulter Aide:Wikification.
Si vous pensez que ces points ont été résolus, vous pouvez retirer ce bandeau et améliorer la mise en forme d'un autre article.

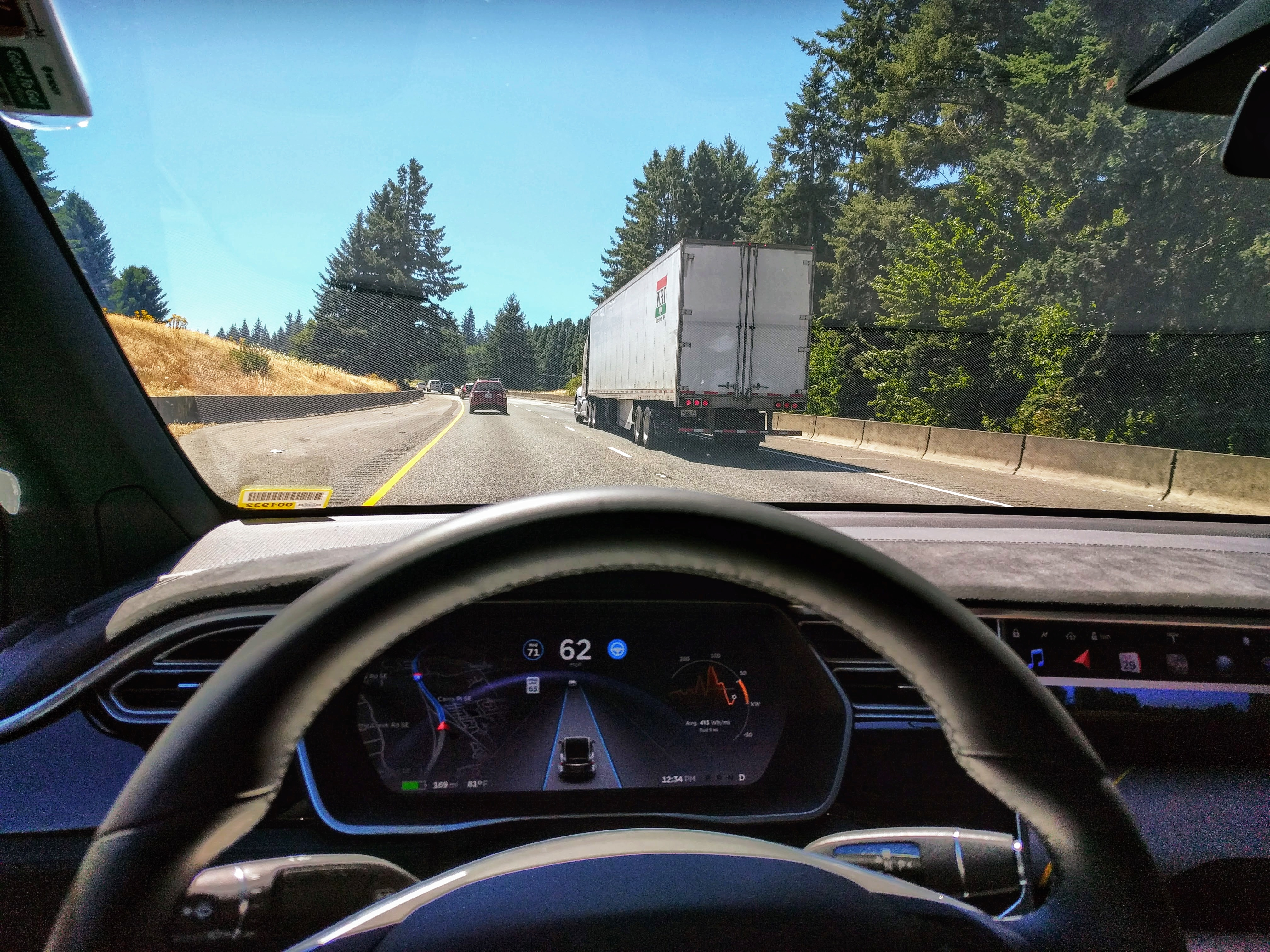
Tesla Autopilot en fonctionnement.

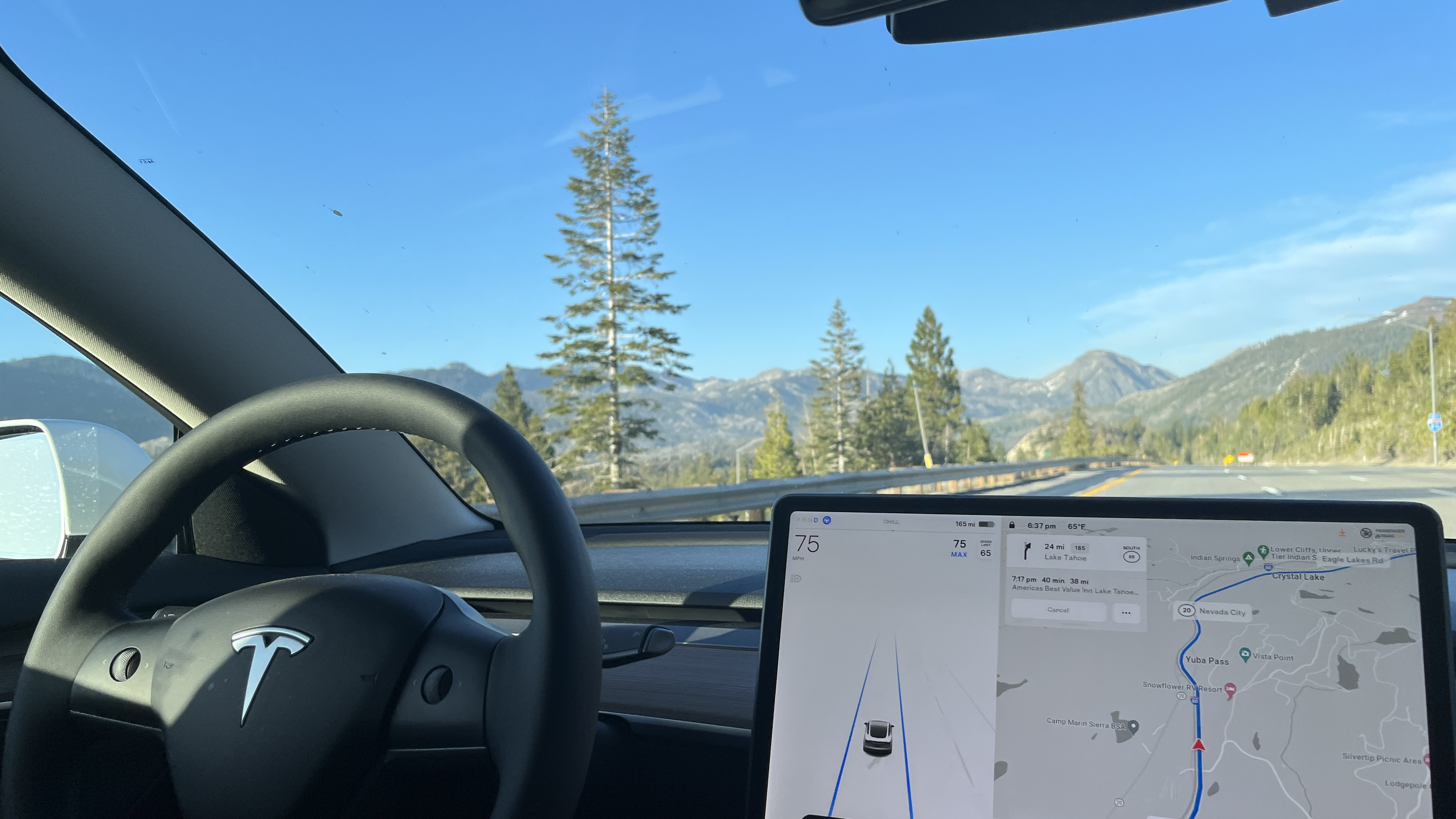
Pilote automatique Tesla engagé sur l'autoroute I-80 près du lac Tahoe

Tesla Autopilot est une suite de fonctionnalités avancées du système d'assistance à la conduite (ADAS) proposées par Tesla qui équivaut au Niveau 2 de la conduite autonomie définit par les critères de SAE International. Ses caractéristiques sont le maintien dans la voie, la régulation de vitesse adaptative, le changement de voie automatique, la navigation semi-autonome sur autoroute, le stationnement automatique et la possibilité de convoquer la voiture depuis un garage ou une place de stationnement. Le conducteur reste responsable de la conduite du véhicule, laquelle requiert une surveillance constante. La société affirme que les fonctionnalités réduisent les accidents causés par la négligence et la fatigue du conducteur sur de longs trajets,.
En octobre 2020, Consumer Reports classe Tesla deuxième dans les systèmes d'assistance à la conduite, loin derrière le Super Cruise de Cadillac, bien qu'Autopilot ait été classé premier dans les catégories « Capacités et performances » et « Facilité d'utilisation ». Les collisions et les décès impliquant des voitures Tesla avec Autopilot activé ont attiré l'attention de la presse et des agences gouvernementales. Fin 2022, un recours collectif a été déposé contre Tesla pour avoir trompé des clients concernant Autopilot et la Conduite entièrement autonome.
L'intention déclarée de l'entreprise pour Autopilot est d'assurer à terme une conduite entièrement autonome (Niveau 5), en reconnaissant que les obstacles techniques et réglementaires actuels doivent être surmontés pour atteindre cet objectif. Entre 2016 à 2022, Elon Musk, PDG de Tesla, a fait plusieurs prédictions inexactes quant au moment où Tesla serait en mesure d'atteindre le Niveau 5 d'autonomie. En 2019, certains experts ont critiqué l'absence de capteurs lidar dans les véhicules Tesla, technologie utilisée par d'autres entreprises travaillant sur la conduite autonome. En octobre 2020, Tesla lance un programme bêta de fonctionnalité de « Conduite entièrement autonome » aux États-Unis, appelé Full Self-Driving (FSD) en anglais,. En avril 2022, Tesla comptait plus de 100 000 participants dans ce programme,. Certains observateurs de l'industrie ont accusé Tesla d'irresponsabilité en critiquant la contribution de conducteurs non formés à la validation du logiciel,,.
En février 2025, le pilote automatique de Tesla a été considéré comme défectueux pour une utilisation normale, par un tribunal allemand, en raison de problèmes de freinage fantôme.

## Histoire
Elon Musk évoque publiquement le système Autopilot à partir de 2013, notant que « le pilotage automatique est une bonne chose à avoir dans les avions, et nous devrions l'avoir dans les voitures ». Dans la décennie qui suit, Autopilot connait une série d'améliorations matérielles et logicielles, se rapprochant progressivement de l'objectif d'autonomie totale, qui reste inachevé en 2023. Le pilote automatique, tel que présenté en 2014, fait référence au stationnement automatique et à la convocation à basse vitesse d'une voiture sur une propriété privée[pas clair], utilisant des capteurs et des processeurs développés par Mobileye. En 2016, le pilote automatique basé sur le système Mobileye ajoute des capacités de freinage d'urgence automatique, de régulateur de vitesse adaptatif et d'aide au maintien sur la route. Tesla et Mobileye rompent leur partenariat en juillet. L'Autopilot amélioré a été annoncé plus tard la même année comme une option payante complémentaire qui utilise une nouvelle suite matérielle développée par Tesla ; sa fonctionnalité principale, Navigation Autopilot, est retardée jusqu'en 2018 et utilise la nouvelle suite matérielle pour guider le véhicule sur autoroute, de la bretelle d'accès à celle de sortie. Tesla a également proposé la « conduite entièrement autonome » (FSD) comme mise à niveau optionnelle en 2016, ce qui étend les capacités de conduite autonome hors autoroute. Les tests bêta FSD ont commencé en octobre 2020.

### Hardware 1 et Autopilot (Mobileye)
En octobre 2014, Tesla offre à ses clients la possibilité de pré-commander Autopilot,,, qui n'était pas conçu pour la conduite entièrement autonome. Les versions initiales ont été élaborées en partenariat avec Mobileye, mais ce partenaire fut arrêté en juillet 2016 parce que, selon MobileEye, Tesla « repoussait les limites en termes de sécurité,. »
Les voitures Tesla fabriquées après septembre 2014 possèdent le matériel initial (Hardware 1 ou HW1) qui prenait en charge Autopilot. La première version du logiciel est sortie en octobre 2015 dans le cadre de la version 7.0 du logiciel Tesla. La version 7.1 supprime certaines fonctionnalités pour décourager la conduite à risque.
La version 8.0 traite les signaux radar pour créer un nuage de points similaire au lidar pour faciliter la navigation par faible visibilité,. En novembre 2016, Autopilot 8.0 a été mis à jour pour encourager les conducteurs à saisir régulièrement le volant,. En novembre 2016, le pilote automatique avait parcouru 500 millions de kilomètres.

### Hardware 2 et Autopilot amélioré

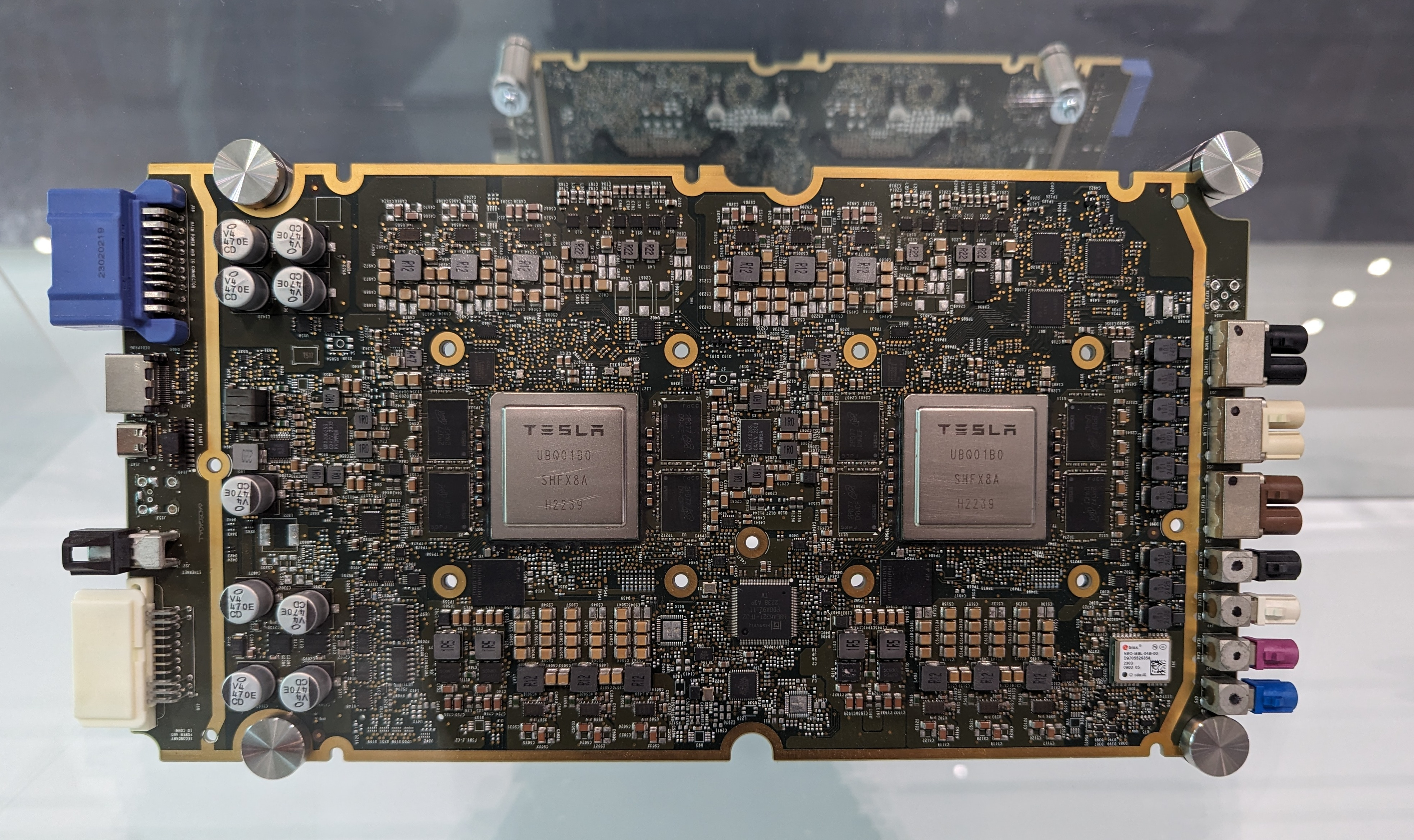

En octobre 2016, les capteurs et le matériel informatique d'Autopilot passent à la version 2 (HW2) pour les nouvelles voitures. L'ensemble est appelé Autopilot 2.0 pour le distinguer des véhicules Autopilot avec le matériel HW1 d'origine. Au moment de son lancement, les véhicules Autopilot 2.0 avec HW2 avaient en fait moins de fonctionnalités que les véhicules HW1 ; par exemple, les véhicules HW2 n'étaient pas dotés de la fonctionnalité de convocation à distance en 2016,.
Tesla a également utilisé le terme d'Autopilot amélioré pour désigner les capacités prévues qui viendraient sur les véhicules équipés du matériel HW2 ; la fonction clé annoncée en décembre 2016 était Navigation Autopilot, qui permet la conduite automatique sur les autoroutes, depuis la bretelle d'accès à la bretelle de sortie, y compris le changement de voie et le changement d'autoroute sans l'intervention du conducteur. Les véhicules HW2 ont été mis à jour en janvier et février 2017 avec la version 8.0 du logiciel, qui comprenait un régulateur de vitesse adaptatif et un maintien dans la voie sur les autoroutes avec terre-plein central et les routes locales jusqu'à une vitesse de 72 km/h,. La version 8.1 du logiciel pour HW2 est arrivée en mars 2017, offrant aux véhicules les mêmes fonctionnalités que ceux équipés du matériel HW1, hormis Navigation Autopilot.
En août 2017, Tesla annonce la version matérielle 2.5 (HW2.5), qui a mis à niveau le processeur embarqué et permet la redondance des systèmes. La version 9.0 du logiciel a été publiée en octobre 2018, en préparation de la sortie de Navigation Autopilot pour les véhicules équipés de HW2 et HW2.5 avec l'option Autopilot amélioré, qui a été activé plus tard ce mois-là. Dans le même temps, Tesla a supprimé l'option d'achat de la mise à niveau Conduite entièrement autonome. Lors d'un essai sur route en novembre 2018, le journaliste de The Verge, Andrew J. Hawkins, qualifie le système bêta Navigation Autopilot de « fonctionnalité qui pourrait donner à Tesla un avantage décisif pour faire passer le constructeur de niche en puissant acteur mondial. » Comme initialement publié, Navitation Autopilot suggérait des changements de voie, mais ne pouvait pas changer de voie tant que la suggestion n'avait pas été confirmée par le conducteur via le levier des clignotants.
En mars 2019, Tesla est passé à la version matérielle 3 (HW3) pour ses nouvelles voitures. Les changements de voie sous conduite avec Navigation Autopilot ne nécessitent plus la confirmation du conducteur après une mise à jour logicielle en avril, bien que Consumer Reports l'ait qualifié de « beaucoup moins compétent » qu'un conducteur humain. Pour se conformer au nouveau règlement de la Commission économique des Nations Unies pour l'Europe relatif au maintien dans la voie, Tesla a déployée une mis à jour en mai spécifique à l'Europe. En septembre, Tesla publie la version 10 du logiciel pour les testeurs du programme d'accès anticipé (EAP), citant des améliorations dans la visualisation de la conduite et les changements de voie automatiques.

### Conduite entièrement autonome
En octobre 2016, une vidéo qui prétend démontrer la Conduite entière autonome, le système conçu pour étendre Autopilot aux routes locales, est publiée par Tesla puis une version plus longue est publiée par le PDG Elon Musk en novembre 2016 ;  la caméra intérieure principale a été arrangée pour montrer que le conducteur ne touche ni au volant ni aux pédales pendant la démonstration. La vidéo montre également les perspectives des caméras du véhicule et du système de reconnaissance d'images. La vidéo est surnommée Paint It Black, en référence à la chanson des Rolling Stones de 1966 utilisée dans la bande originale.
Les anciens employés qui ont aidé à produire la vidéo de 2016 ont été interviewés par le New York Times en 2021. Dans l'interview, ils ont déclaré que le véhicule suivait un itinéraire qui avait été cartographié avec des caméras à balayage détaillé, une technologie qui était et n'est pas disponible dans les voitures de production Tesla. Même avec ces améliorations, le véhicule aurait heurté une barrière sur un terrain privé de Tesla pendant le tournage, nécessitant des réparations sur le véhicule. Motor Trend et Jalopnik ont comparé ce que Tesla avait présenté à la vidéo trompeuse représentant un camion électrique Nikola One qui était en fait mû par la gravité ; Jalopnik commente « [la vidéo de Tesla] peut être pire, car cette vidéo a été utilisée pour suggérer de manière trompeuse des capacités d'un système déployé entre les mains de vraies personnes et utilisé sur les routes publiques. » En juillet 2022, Ashok Elluswamy, directeur du logiciel Autopilot, déclare que la vidéo n'était pas destinée à « représenter avec précision ce qui était disponible pour les clients en 2016. Il s'agissait de décrire ce qu'il était possible d'intégrer au système. » La déclaration d'Elluswamy est faite lors d'une déposition prise pour une affaire civile intentée contre Tesla par la famille d'un conducteur tué en 2018 après que le modèle X qu'il conduisait avec Autopilot s'est écrasé contre une barrière en béton à Mountain View, en Californie. Contrairement aux prétentions de la vidéo, le conducteur est susceptible d'intervenir pour prendre le contrôle, et la partie de la vidéo de montrant l'accident contre la barrière pendant une manœuvre de stationnement avait été retirée de la version publique.
Au moment de sa sortie, le FSD a été reconnu comme étant « pour un avenir assez lointain ». La mise à niveau optionnelle du FSD depuis Autopilot améliorer n'est plus affichée sur le site web de Tesla en octobre 2018 ; Elon Musk a tweeté que le catalogue d'options « causait trop de confusion ». L'analyste technologique Rob Enderle a qualifié la suppression de l'option d'« incroyablement stupide », ajoutant « ne sortez pas un système qui ne fonctionne pas si c'est pour le rendre difficile à commander. » Lors d'une conférence téléphonique à la suite de la publication des résultats de l'entreprise en janvier 2019, Elon Musk a réitéré que « la capacité de conduite entièrement autonome est disponible », faisant référence à Navigation Autopilot, une fonctionnalité de l'Autopilot amélioré toujours limitée aux autoroutes. L'option Autopilot amélioré a été remplacée par le FSD en 2019 sans offrir de fonctionnalité de type Navitation Autopilot pour les routes locales ; le pilotage automatique et le régulateur de vitesse adaptatif ont été transférés à l'ensemble de fonctionnalités de base d'Autopilot qui a été rendu standard sur tous les nouveaux véhicules Tesla,.
En septembre 2020, Tesla réintroduit le terme Autopilote amélioré pour distinguer ses fonctionnalités — navigation sur autoroute, stationnement et la convocation à faible vitesse — de l'option FSD qui ajoute la conduite en ville et à vitesse moyenne. Tesla publie aux États-Unis une version bêta de son logiciel FSD en octobre 2020 pour les testeurs du programme d'accès anticipé (EAP), laquelle étend la fonctionnalité Navigation Autopilot aux routes locales,. Le niveau d'option d'Autopilot amélioré a été rendu disponible à tous les clients en juin 2022 et la version bêta FSD a été ouvert à plus de 160 000 testeurs aux États-Unis et au Canada en septembre. En novembre, la version bêta de FSD devient finalement accessible à tous les propriétaires Tesla d'Amérique du Nord qui avaient acheté l'option.

### Tarifs
En 2016, le prix initial d'Autopilot amélioré était de 5 000 $ aux États-Unis. La Conduite entièrement autonome était vendue en option pour 3 000 $ de plus. En avril 2019, la version Autopilot de base était inclus sans surcoût dans chaque voiture Tesla, et le FSD était facturé 5 000 $, passant à 10 000 $ en octobre 2020 puis 15 000 $ en septembre 2022. À mesure que le prix du FSD augmentait, la proportion d'acheteurs qui l'achetaient diminuait régulièrement, passant d'environ 37 % en 2019 à 22 % en 2020 et 12 % en 2021. À partir de 2021, la société propose un abonnement pour FSD pour 199 $ par mois, ou 99 $ par mois si le client a déjà acheté Autopilot amélioré.

### Roulement des cadres de l'équipe
Les principaux rôles de l'équipe de développement et de déploiement d'Autopilot ont changé au fil des années:
- 2015-2016 : Sterling Anderson (directeur Autopilot)[78] est parti pour créer une entreprise concurrente.
- 2017-2017 : Chris Lattner (vice-président du logiciel Autopilot) est parti après six mois en raison de problèmes d'adéquation culturelle[79].
- 2017-2018 : Jim Keller (vice-président, Ingénierie du matériel Autopilot) est parti pour rejoindre Intel[80].
- 2018-2022 : Andrej Karpathy (Senior Director, Intelligence Artificielle) est parti pour retourner à ses « passions de longue date pour le travail technique dans l'IA, l'open source et l'éducation[81],[82]. »

Depuis novembre 2022, l'équipe compte pour cadres :
- Ashok Elluswamy (directeur, logiciel Autopilot)[83] ;
- Milan Kovac (directeur, génie logiciel Autopilot)[83] ;
- Pete Bannon (vice-président, Ingénierie matériel)[84].

## Conduite entièrement autonome
La fonctionnalité Conduite entièrement autonome (désignée en anglais par l'acronyme FSD de Full Self-Driving) est une mise à niveau préliminaire d'Autopilot offrant des fonctionnalités ADAS supplémentaires, telles que la reconnaissance des feux de circulation. En avril 2022, plus de 100 000 personnes disposait d'un accès à la version bêta d'FSD,, y compris les employés, les membres du programme d'accès anticipé et les conducteurs qui respectent les critères d'un score de sécurité et active l'option. La bêta FSD est ouverte le 23 novembre 2022 à tout propriétaire nord-américain qui a acheté l'option.

### Approche
L'approche de Tesla pour tenter d'atteindre le niveau 5 de la conduite autonome consiste à entrainer un réseau de neurones en utilisant le comportement de centaines de milliers de conducteurs de Tesla en utilisant principalement des caméras à lumière visible et des informations provenant d'autres capteurs du véhicule (cartes à grande échelle et en deux dimensions utilisées pour la navigation ; capteurs à ultrasons utilisés pour le stationnement, etc.,). Tesla a pris la décision délibérée de ne pas utiliser le lidar, qu'Elon Musk a qualifié de « stupide, coûteux et inutile. » Cette approche diffère nettement de celle d'autres sociétés comme Waymo et Cruise, qui entrainent leurs réseaux de neurones à partir du comportement de conducteurs hautement qualifiés, et qui s'appuient sur des cartes tridimensionnelles très détaillées (à l'échelle du centimètre) et des capteurs lidar,,,,.
Selon Elon Musk, l'autonomie totale est « vraiment limitée par le logiciel : le matériel existe pour créer une autonomie totale, il s'agit donc vraiment de développer une IA faible avancée dédiée à la conduite de la voiture,. » Le développement d'Autopilot se concentre des réseaux de neurones de plus en plus sophistiqués qui peuvent fonctionner dans des ordinateurs de taille raisonnable dans la voiture,. Selon Musk, la voiture apprendra avec le temps, y compris des autres voitures.
En avril 2020, le logiciel de Tesla avait été élaboré à partir de 3,8 km de trajets parcourus par des véhicules Tesla,. Tesla a conçu une puce informatique dédiée à la conduite autonome et en équipe ses voitures depuis mars 2019. Le constructeur a également développé un supercalculateur d'entraînement de réseau de neurones (Tesla Dojo),.

### Prédictions et déploiement
En mars 2015, lors d'une conférence de Nvidia, Musk déclare : « Je ne pense pas que nous devions nous soucier des voitures autonomes, car c'est une sorte de forme faible d'IA. Ce n'est pas quelque chose que je trouve très difficile. Parvenir à une  conduite autonome plus sûr que l'humain est bien plus facile que les gens ne le pensent […] Je considère le problème presque résolu[réf. nécessaire]. »
En décembre 2015, Musk a prédit une « autonomie complète » d'ici 2018. À la fin de 2016, Tesla s'attendait à démontrer une autonomie complète d'ici la fin de 2017,, et en avril 2017, Musk prédit que dans environ deux ans, les conducteurs pourraient dormir dans leur véhicule pendant qu'il les conduit lui-même. En 2018, Tesla revoit cette date pour cibler une démonstration d'autonomie complète d'ici la fin de 2019.
En février 2019, Musk déclare que FSD serait complet d'un point de vue fonctionnel d'ici la fin de 2019, :

« Je pense que la conduite autonome sera complète sur le plan fonctionnel cette année. C'est-à-dire que la voiture pourra vous trouver une place de stationnement, venir vous chercher et vous amener jusqu'à votre destination sans intervention. Cette année. Je dirais que j'en suis certain, sans doute. Pour autant, certains pourraient dirent que ça signifie que ça sera fiable à 100 %, que ça ne necessitera aucune surveillance, que ça fonctionnera à la perfection. Ce n'est pas le cas. »

— Elon Musk
En 2019, et 2020, la page de commande de Tesla pour la Conduite entièrement autonome indiquait :
Dispoible plus tard cette année :
- Détection et respect des panneaux et feux de circulation
- Conduite automatique en ville

En janvier 2020, Musk affirme que le développement du logiciel FSD serait complet sur le plan fonctionnel d'ici à fin 2020, ajoutant que ça « ne signifie pas que ces fonctionnalités seront fiables à 100 %. » En août 2020, Musk déclare que 200 ingénieurs logiciel, 100 ingénieurs en matériel et 500 annotateurs de données travaillaient sur Autopilot et FSD. Début 2021, Musk déclare que Tesla fournirait une autonomie SAE de niveau 5 d'ici la fin de 2021,. Une conversation par e-mail entre Tesla et le California Department of Motor Vehicles (DMV) récupérée via une demande de Freedom of Information Act contredit la déclaration de Musk.

#### Version bêta de la conduite entièrement autonome
En octobre 2020, Tesla publie pour la première fois une version bêta de son logiciel FSD pour les testeurs de programme d'accès anticipé, un petit groupe d'utilisateurs aux États-Unis,,. Musk déclare que les tests de la bêta FSD « [seront] extrêmement lents [et] prudents » et « seront limités à un petit nombre de personnes qui sont des conducteurs experts [et] prudents. » La sortie du programme bêta a ravivé l'inquiétude quant à savoir si la technologie était prête à être testée sur la voie publique,. En janvier 2021, le nombre d'employés et de clients testant le logiciel bêta FSD était de « près de 1 000 », passant en mai 2021 à plusieurs milliers d'employés et de clients.
En octobre 2021, Tesla a commencé la diffusion à grande échelle de la version bêta FSD à environ 1 000 conducteurs supplémentaires aux États-Unis, et la version bêta est devenue accessible aux conducteurs Tesla qui ont obtenu un score de 100/100 sur un système propriétaire mais open-source d'évaluation de sécurité. En novembre 2021, il y avait environ 11 700 bêta-testeurs FSD et environ 150 000 véhicules utilisant le système d'évaluation de sécurité de Tesla, qui est ensuite passé à 60 000 utilisateurs participant à la bêta FSD en janvier 2022, et 100 000 utilisateurs en avril 2022. En juillet 2022, FSD beta a été employé pour parcourir 56 millions de km. En novembre 2022, la version bêta du FSD est ouverte à tous les propriétaires nord-américains qui avaient acheté l'option, quel que soit leur score de sécurité.

#### Tesla Dojo
Dojo est un supercalculateur d'entraînement de réseaux de neurones annoncé par Musk lors de la journée de l'IA organisé par Tesla le 19 août 2021. Il avait déjà été mentionné par Musk en avril 2019, et août 2020. En septembre 2021, un livre blanc est publié sur Tesla Dojo. Selon Musk, le projet Dojo sera opérationnel en 2022.
Le supercalculateur Dojo utilise des puces D1 conçues par Tesla. Selon le directeur principal chargé du matériel Autopilot chez Tesla, Ganesh Venkataramanan, la puce utilise un « procédé de fabrication de 7 nanomètres, avec 362 téraflops de puissance de traitement », et « Tesla place 25 de ces puces sur une seule tuile d'entraînement, et 120 de ces tuiles s'assemblent... ce qui représente plus d'un exaflop [un million de téraflops] de puissance ». En juillet 2021, Nvidia indique que le centre d'entraînement Tesla AI (sans Dojo) utilise 720 nœuds de huit GPU Nvidia A100 Tensor Core (5 760 GPU au total) pour un total de 1,8 exaflops de performance). Tesla a affirmé que Dojo serait l'ordinateur d'entraînement d'IA le plus rapide parmi les offres concurrentes d'Intel et de Nvidia.
Les performances de Dojo ne sont pas comparables à celles des supercalculateurs à usage général conçus pour la recherche scientifique, tels que ceux de la liste TOP500, car ils utilisent des architectures très différentes - Dojo calcule avec des nombres à virgule flottante de précision inférieure afin d'entraîner efficacement le réseau neuronal, et l'ordinateur pourrait avoir des performances et une applicabilité limitées pour des applications plus générales.

### Critiques
La stratégie de conduite autonome de Tesla a été critiquée comme dangereuse et obsolète car abandonnée des années auparavant par d'autres entreprises,,. La plupart des experts estiment que l'approche de Tesla consistant à atteindre l'autonomie en se passant de cartes de haute définition et de capteur lidar n'est pas réalisable,,. L'analyste automobile Brad Templeton a critiqué l'approche de Tesla en affirmant que « l'approche sans carte implique d'oublier ce qui a été appris auparavant et de tout recommencer. » Dans une étude réalisée en mai 2021 par Guidehouse Insights, Tesla a été classée dernière pour la stratégie et l'exécution dans le secteur de la conduite autonome. Certains reportages de 2019 indiquent que « pratiquement tout le monde considère [lidar] comme un ingrédient essentiel pour les voitures autonomes » et « les experts et les partisans disent que cela ajoute de la profondeur et de la vision là où la caméra et le radar seuls ne suffisent pas. »
Une étude d'août 2021 menée par Missy Cummings et al a révélé que trois voitures Tesla Model 3 présentaient « une variation significative entre et au sein des véhicules sur un certain nombre de mesures liées à la surveillance du conducteur, aux alertes, et au fonctionnement sûr de la conduite autonome... [suggérant que] les performances des systèmes sous-jacents d'intelligence artificielle et de vision par ordinateur étaient extrêmement variables. »
En septembre 2021, les juristes William Widen et Philip Koopman ont fait valoir que la publicité par Tesla du FSD en tant que système SAE de niveau 2 était trompeuse pour « éviter la surveillance réglementaire et les processus d'autorisation requis pour les véhicules à plus haut niveau d'automatisation. » Au lieu de cela, ils ont fait valoir que le FSD devrait être considéré comme une technologie SAE de niveau 4 et ont exhorté les départements des transports des États-Unis à le classer comme tel, car des vidéos accessibles au public montrent que « les conducteurs de test bêta conduisent leurs véhicules comme pour valider le niveau SAE 4 (conduite élevée automatisation), révélant souvent des situations dramatiquement risquées créées par l'utilisation des véhicules de cette manière. »

## Fonctionnalités de conduite
L'Autopilot de Tesla est classé au niveau 2 selon les six niveaux SAE (0 à 5) d'automatisation de conduite de véhicules.
À ce niveau le véhicule peut se mouvoir en autonomie partielle dans les deux dimensions de conduite et le conducteur prend le rôle de surveillant. Le conducteur reste toujours constamment responsable des manœuvres aussi automatisées soient-elles et peut ou doit intervenir à tout moment pour interrompre une manœuvre risquée,.

### Domaine de conception opérationnelle
Le domaine de conception opérationnelle est décrit dans le manuel d'utilisation, mais le véhicule ne sait pas vérifier s'il est utilisé dans ces conditions d'utilisation.
Le manuel d'emploi de Tesla indique qu'Autopilot ne doit pas être utilisé en ville ni sur les routes où les conditions de circulation changent fréquemment,, ; cependant, certaines fonctionnalités FSD (« contrôle du trafic et respect des panneaux d'arrêt (bêta) ») ainsi que les capacités FSD (« autoguidage en ville ») sont annoncées pour le mode à venir de conduite en ville.

### Principales fonctionnalités ADAS
Les trois aides à la conduite commercialisées par Tesla se nomment Autopilot, Autopilot amélioré, et Capacité de conduite entièrement autonome.
| NomFonctionnalité                                  | Autopilot | Autopilot amélioré | Conduite entièrement autonome (FSD) (supervisée par le conducteur) |
| -------------------------------------------------- | --------- | ------------------ | ------------------------------------------------------------------ |
| Classement SAE                                     | Niveau 2  | Niveau 2           | Niveau 2                                                           |
| Régulateur de vitesse adaptatif                    | Oui       | Oui                | Oui                                                                |
| Guidage automatique                                | Oui       | Oui                | Oui                                                                |
| Navigation Autopilot                               | Non       | Oui                | Oui                                                                |
| Changement de voie automatique                     | Non       | Oui                | Oui                                                                |
| Stationnement automatique                          | Non       | Oui                | Oui                                                                |
| Convocation                                        | Non       | Oui                | Oui                                                                |
| Convocation intelligente                           | Non       | Oui                | Oui                                                                |
| Contrôle de la circulation et des panneaux d'arrêt | Non       | Non                | Oui                                                                |
| Guidage automatique en ville                       | Non       | Non                | Future                                                             |

## Matériel

### Résumé
| Nom du matériel                                      | Matériel Autopilot HW1             | Autopilot amélioré HW2.0                                               | Autopilot amélioré HW2.5                                               | Conduite entièrement autonome HW3                                      | Conduite entièrement autonome HW3                                      | Conduite entièrement autonome HW3                                      |
| Date de disponibilité initiale                       | 2014                               | Octobre 2016                                                           | Août 2017                                                              | Avril 2019                                                             | Mai 2021                                                               | Octobre 2022                                                           |
| Ordinateurs                                          |                                    |                                                                        |                                                                        |                                                                        |                                                                        |                                                                        |
| Plateforme                                           | MobileEye EyeQ3                    | Plate-forme logiciel NVIDIA DRIVE PX 2 AI                              | NVIDIA DRIVE PX 2 avec nœud secondaire activé                          | Deux processeurs Tesla redondants                                      | Deux processeurs Tesla redondants                                      | Deux processeurs Tesla redondants                                      |
| Capteurs                                             |                                    |                                                                        |                                                                        |                                                                        |                                                                        |                                                                        |
| Radar avant                                          | 160 m (525 pi)                     | 160 m (525 pi)                                                         | 170 m (558 pi)                                                         | 170 m (558 pi)                                                         | Aucun                                                                  | Aucun                                                                  |
| Matrice de filtres colorés des caméra avant/latérale | N / A                              | RCCC                                                                   | RCCB                                                                   | RCCB                                                                   | RCCB                                                                   | RCCB                                                                   |
| Caméras avant                                        | 1 monochrome avec plage inconnue   | 3 : Étroite (35°) : 250 m Principale (50°) : 150 m Large (120°) : 60 m | 3 : Étroite (35°) : 250 m Principale (50°) : 150 m Large (120°) : 60 m | 3 : Étroite (35°) : 250 m Principale (50°) : 150 m Large (120°) : 60 m | 3 : Étroite (35°) : 250 m Principale (50°) : 150 m Large (120°) : 60 m | 3 : Étroite (35°) : 250 m Principale (50°) : 150 m Large (120°) : 60 m |
| Caméras latérales orientées vers l'avant             | N / A                              | Gauche (90°) : 80 m Droite (90°) : 80 m                                | Gauche (90°) : 80 m Droite (90°) : 80 m                                | Gauche (90°) : 80 m Droite (90°) : 80 m                                | Gauche (90°) : 80 m Droite (90°) : 80 m                                | Gauche (90°) : 80 m Droite (90°) : 80 m                                |
| Caméras latérales vers l'arrière                     | N / A                              | Gauche : 100 m Droite : 100 m                                          | Gauche : 100 m Droite : 100 m                                          | Gauche : 100 m Droite : 100 m                                          | Gauche : 100 m Droite : 100 m                                          | Gauche : 100 m Droite : 100 m                                          |
| Sonars                                               | 12 environnants avec 5 m de portée | 12 environnants avec 8 m de portée                                     | 12 environnants avec 8 m de portée                                     | 12 environnants avec 8 m de portée                                     | 12 environnants avec 8 m de portée                                     | Aucun                                                                  |